# Dérive (film, 2018)
Pour les articles homonymes, voir Dérive.
Pour plus de détails, voir Fiche technique et Distribution.
Dérive est un film québécois réalisé par David Uloth, qui est sorti en 2018.

## Synopsis
Deux adolescentes, Océane et Marine, ont perdu leur père André, toxicomane. Marine, la cadette, refuse cette mort, s'isole à l'école où elle subit de l'intimidation. Tandis qu'Océane, sa sœur ainée trouve confort auprès d'un homme dans la trentaine avancée. Leur mère ne semble pas remarquer ce que vivent ses deux filles, prise dans les dettes familiales à la suite du décès de son mari.

## Fiche technique
- Titre original : Dérive
- Titre anglais : The Far Shore
- Réalisation : David Uloth
- Scénario : Chloé Cinq-Mars (en)
- Musique : Ramachandra Borcar
- Direction artistique : Olivier Laberge
- Décors : Pascale Rocray
- Costumes : Caroline Bodson
- Coiffure et maquillage : Dominique T. Hasbani
- Photographie : Philippe Roy
- Son : Gilles Corbeil, Mimi Allard, Louis Gignac
- Montage : Jean-François Bergeron (en), David Uloth
- Production : Galilé Marion-Gauvin
- Société de production : Unité centrale
- Société de distribution : Axia Films
- Budget : 1,1 million de dollars[1]
- Pays d'origine :  Canada
- Langue originale : français
- Format : couleur
- Genre : drame
- Durée : 104 minutes
- Dates de sortie :
  - Canada : 29 septembre 2018  (première mondiale - Festival international du film de Vancouver (VIFF))
  - Canada : 8 octobre 2018  (Festival du nouveau cinéma de Montréal)
  - Canada : 31 octobre 2018  (Festival du cinéma international en Abitibi-Témiscamingue)
  - Canada : 8 mars 2019  (sortie en salle au Québec)

## Distribution
- Mélissa Désormeaux-Poulin : Catherine Beauregard
- Réal Bossé : André Beauregard
- Maèva Tremblay : Marine Beauregard
- Éléonore Loiselle : Océane Beauregard
- Emmanuel Schwartz : Félix Lafrance
- Émilie Bierre : Amélie
- Isabelle Nélisse : Mélanie
- Estelle Fournier : Isabelle
- Luc Proulx : employeur
- Danielle Proulx : madame Dubois
- Bénédicte Décary : Roxane
- Francis La Haye : Michel (Mike)
- Miro Lacasse : assureur

## Nominations
21e gala Québec Cinéma
- prix Iris de la meilleure interprétation féminine dans un rôle de soutien : Mélissa Désormeaux-Poulin
- prix Iris de la meilleure distribution des rôles : Chloé Cinq-Mars (en)